# 鞘毛藻纲
鞘毛藻纲（Coleochaetophyceae）是一类轮藻，其中包括一些与有胚植物亲缘最接近的多细胞植物。它们的线粒体基因组是轮藻中已知内含子最丰富的细胞器基因组。